# 트리빌리아노
트리빌리아노(이탈리아어: Trivigliano)는 이탈리아 라치오주 프로시노네도에 위치한 코무네다. 로마로부터 동쪽 60km, 프로시노네로부터 북서쪽 20km 거리에 있다.